# RambaZamba Theater

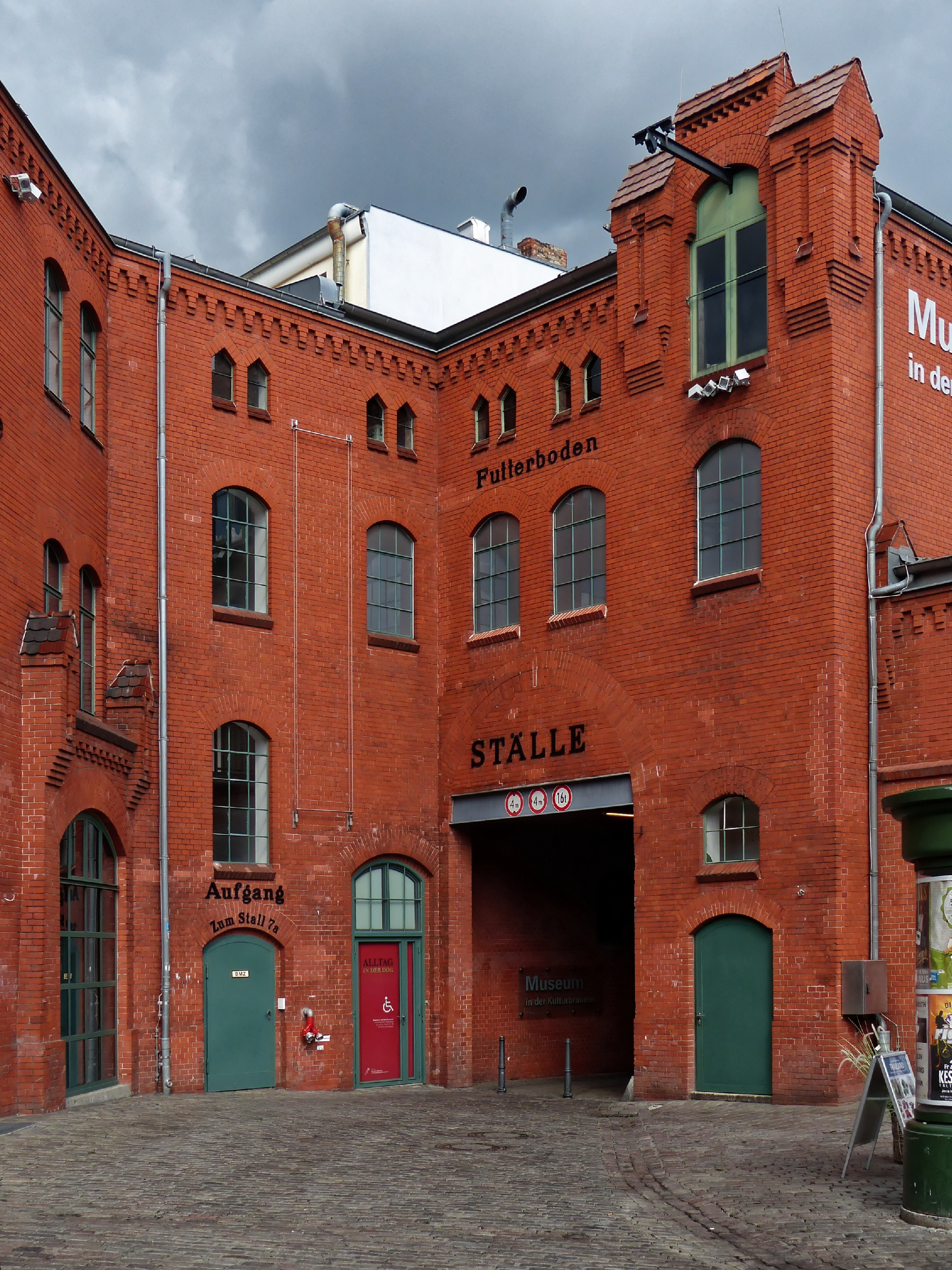
Spielort (2015)

Das RambaZamba Theater ist ein privates inklusives Theater mit fester Spielstätte in der Kulturbrauerei im Berliner Ortsteil Prenzlauer Berg. Es wurde 1990 gegründet, im Jahr 2020 zählte es 29 Künstlerinnen und Künstler mit Behinderung zum Ensemble.

## Geschichte und Organisation
RambaZamba wurde 1990 als Teil des Vereins Sonnenuhr e. V. (heute RambaZamba e. V.) von Gisela Höhne und Klaus Erforth gegründet. Die erste Premiere fand 1991 im Deutschen Theater Berlin statt. Seit 1992 hat das Theater seine feste Spielstätte in der Kulturbrauerei. Auf den zwei Bühnen des Hauses werden bis zu acht Premieren und etwa 100 Vorstellungen pro Spielzeit gezeigt. Zudem gastiert das Theater regelmäßig im In- und Ausland. Das Haus verfügt über ein Atelier, in dem Bildende Künstler mit Beeinträchtigung arbeiten, ausstellen und verkaufen.
Seit 2008 kooperiert das Theater mit einer Werkstatt für Menschen mit Behinderung, der VIA Blumenfisch gGmbH. Dadurch haben die Schauspieler feste Arbeitsplätze und können hauptberuflich am Theater tätig sein. Das Theater erhält eine institutionelle Förderung durch die Senatsverwaltung für Kultur und Europa des Landes Berlin.
Gisela Höhne war ab der Spielzeit 2009/10 bis 2016/17 alleinige Intendantin des Theaters. Mit der Spielzeit 2017/18 übernahm Jacob Höhne die Leitung.

## Inszenierungen (Auswahl)
- 1991 Prinz Weichherz, Regie: Gisela Höhne
- 1993 Ein Winternachtstraum, Regie: Gisela Höhne
- 1994 Verwandlung, Regie: Klaus Erforth
- 1995 Kaffee Leben und Tod, Regie: Gisela Höhne
- 1995 Die Liebe geht durch den Magen – eine musikalische Revue, Regie: Gisela Höhne und Klaus Erforth
- 1997 Medea – Der tödliche Wettbewerb, Regie: Gisela Höhne
- 1997 Woyzeck(en), Regie: Klaus Erforth
- 1998 Das Cabinet des Dr. Caligari", Regie: Klaus Erforth
- 1999 Weiberrevue, Regie: Gisela Höhne
- 2000 Endspiel, Regie: Klaus Erforth
- 2000 Macunaima, Regie: Klaus Erforth
- 2001 Orpheus ohne Echo (Oper), Regie: Gisela Höhne
- 2001 Die Schöne und das Monster, Regie: Klaus Erforth
- 2003 Von Puppen und Perfekten und Begegnungen in Mongopolis, Regie: Gisela Höhne (Performances im Stadtbad Oderberger Straße in Berlin)
- 2003 Mongopolis Fisch oder Ente, Regie: Gisela Höhne
- 2004 Alice auf Kaninchenjagd, Regie: Gisela Höhne
- 2004 Salto! (K)Ein Schiff wird kommen…, Regie: Klaus Erforth
- 2004 Multikultitango, Regie: Klaus Erforth
- 2005 Nosferatu – Die leeren Häuser, Regie: Klaus Erforth
- 2006 Ein Herz ist kein Fußball, Regie: Gisela Höhne
- 2007 Alice in den Fluchten, Regie: Gisela Höhne
- 2007 Hommage auf Tadeusz Kantor – Tote Klasse, Regie: Klaus Erforth
- 2008 Ich freue mich… Groteske zum Krieg, Regie: Klaus Erforth
- 2009 Winterreise Und sind wir selber Götter, Regie: Gisela Höhne
- 2009 Müller und Müller – Legenden vom Ich, Regie: Klaus Erforth
- 2010 Der Frieden – Ein Fest (Koproduktion mit Teatr Osmego Dnia und Kenafayim) , Regie: Gisela Höhne
- 2010 Narrenschiff – ein szenisches Konzert mit Max Raabe, Regie: Klaus Erforth
- 2011 Lost Love Lost oder Lasst mich den Löwen auch noch spielen!, Regie: Gisela Höhne
- 2012 Jahreszeiten, Regie: Gisela Höhne, Tomi Paasonen
- 2013 Am liebsten zu dritt, Regie: Gisela Höhne
- 2013 Ein Hochhaus, ein Flughafen, ein fauler Sack, Regie: Gisela Höhne
- 2014 Philoktek, Regie: Jacob Höhne
- 2016 DADA-Diven, Regie: Gisela Höhne
- 2016 Der gute Mensch von Downtown, Regie: Gisela Höhne
- 2017 Schwestern, Regie: Jacob Höhne
- 2017 König UBU featuring Craque, Regie: Jacob Höhne
- 2017 Die Räuber, Regie: Jacob Höhne
- 2017 Die Nibelungen, Regie: Jonas Sippel
- 2018 Pension Schöller, Regie: Jacob Höhne
- 2018 Die Frauen vom Meer, Regie: Lilja Rupprecht
- 2018 Moby Dick, Regie: Jacob Höhne
- 2018 Dekameron, Regie: Thomas Bo Nilsson, Julian Eicke
- 2018 Rausch Royal, Regie: Jacob Höhne
- 2018 Heroes, Regie: Jacob Höhe, Sara Lu
- 2018 Antigone, Regie: Lilja Rupprecht
- 2019 Don Juan, Regie: Konrad Wolf
- 2019 Der nackte Wahnsinn, Regie: Jacob Höhne
- 2019 frankenstein#createyourown, Regie: Sandra Rasch
- 2019 Der Ring, Regie: Jacob Höhne
- 2019 Lick my Letter, Regie: Steffen Sünkel
- 2019 Lulu, Regie: Jacob Höhne
- 2020 Der Dache, Regie: Matthias Mosbach
- 2020 Superforecast – eine Dada-Webserie, Regie: Jacob Höhne
- 2020 Hoffnung#Dasdingmitfedern, Regie: Sandra Rasch
- 2020 Geh, Fühle! – Tanztheater, Regie: Sandra Rasch / Oana Cirpanu
- 2021 Der Eingebildete Kranke, Regie: Jacob Höhne

Quelle:

## Auszeichnungen
- 1996 „Förderpreis für Darstellende Kunst“ der Akademie der Künste Berlin für das Ensemble Gisela Höhne
- 1999 Sonderpreis der Jury des Festivals „Politik im Freien Theater“ für "Medea – Der tödliche Wettbewerb", Regie Höhne
- 1999 Deutscher Kinderkulturpreis vom Deutschen Kinderhilfswerk e.V
- 2004 Kulturpreis der B.Z. für beide Regisseure
- 2012 Förderpreis des Lessing-Preises für Kritik[9]
- 2014 Caroline-Neuber-Preis der Stadt Leipzig an die Regisseurin und künstlerische Leiterin Gisela Höhne
- 2018 Finalistenpreis Roman Herzog Preis[10]
- 2025 Jubiläums-Sonderpreis des Ulrich-Wildgruber-Preises: Ausgezeichnet wurde das Ensemble-Mitglied Christian Behrend für die Rolle des Ulrich Wildgruber in Sein oder Nichtsein nach dem gleichnamigen Roman von Klaus Pohl.[11]

## Zitate zum RambaZamba Theater
- „Das einzige Theater, das ohne Sinnkrise auskommt.“ (Frank Castorf)[12]
- „In einer Welt, in der die alltägliche Geschwindigkeit bestimmt wird durch Computer, Wahrnehmung sich vor allem über elektronische Medien realisiert, setzt die Arbeit von SONNENUHR auf archaische Äußerungen von Individuen. Dass sie anders sind, ist ihre Qualität im Zeitalter der Nivellierungen.“ (Heiner Müller)[13]